# West Coast Council
West Coast Council is een Local Government Area (LGA) in Australië in de staat Tasmanië. West Coast Council telt 5.148 inwoners. De hoofdplaats is Zeehan.